# Joey Dee
Joey Dee, född Joseph DiNicola 11 juni 1940 i New Jersey, USA, är en amerikansk sångare. Han ledde gruppen Joey Dee & the Starliters på klubben Peppermint Loung i New York och hade en billboardetta 1961 med "Peppermint Twist". Han följde upp framgången med liveversioner av "Shout" och "Ya Ya", som även de blev hits. Joey Dee uppträder fortfarande i mindre skala.